# Wolfgang Preissler
Wolfgang Preissler (* 23. März 1932 in Freital, Sachsen; † 4. Januar 2023 in Berlin), auch Preißler geschrieben, war ein deutscher Musiker und Komponist.

## Leben
Preissler war Solopauker, klassischer Schlagzeuger, Marimbaphon-Solist und Komponist. Seine Ausbildung in den Fächern Schlagzeug und Pauke erhielt er durch Heinrich Knauer und Heinz Weise im Internat der Orchesterschule Villa Bruno Krumbholz in Kötzschenbroda, einem Stadtteil von Radebeul bei Dresden. Im Anschluss arbeitete er von 1950 bis 1951 als Schlagzeuger im Solistenensemble des damaligen Mitteldeutschen Rundfunks der DDR. Von 1951 bis 1959 war er Pauker und Soloschlagzeuger im Berliner Sinfonieorchester, von 1959 bis 1961 stellvertretender Solopauker des Großen Orchesters des Berliner Rundfunks und von 1961 bis 1964 stellvertretender Solopauker des Städtischen Berliner Symphonie-Orchesters. Von 1964 bis 1977 war er der Solopauker des Rundfunk-Sinfonieorchester Berlin. Von staatlicher Seite wurden ihm für sein musikalisches Schaffen die Ehrentitel Kammermusiker und in der Folge Kammervirtuose verliehen.
Von 1954 bis 1977 gab es parallel eine enge Verbundenheit mit dem Berliner Ensemble. Preissler arbeitete dort unter der Leitung von Bertolt Brecht, Helene Weigel und Ruth Berghaus bei hunderten Brecht-Aufführungen, Neuinszenierungen und Gastspielreisen als musikalischer Interpret von Kompositionen von Paul Dessau. Zusammen mit Werner Pauli u. a. begleitete er musikalisch die Brecht-Interpretin Gisela May bei Auftritten und es entstanden mehrere Rundfunk- und LP-Aufnahmen. Ebenfalls nebenher begleitete er die Brechtinterpretin Sonja Kehler als Mitglied der Combo von Bernd Wefelmeyer und war zwischen 1965 und 1977 als Percussionist in den DDR-Tanzorchestern von Günter Gollasch, Siegfried Schäfer und Rolf Kuhl tätig.
Nach mehreren Ausreiseanträgen aus beruflichen und politischen Gründen im Jahr 1977 wurde Preissler fristlos aus dem Rundfunk der DDR entlassen und erhielt Berufsverbot, Auftrittsverbot und Kontaktsperren. 1978 erfolgte im Zuge der Ausbürgerung seines Freundes, dem Komponisten Tilo Medek, seine „Entlassung aus der Staatsbürgerschaft der DDR“. Medek hatte ihm einige seiner Werke persönlich gewidmet, die er zum Teil in der DDR uraufgeführt hatte. Hierzu gehörte auch Medeks „Konzert für Marimbaphon und Orchester“, das Wolfgang Preissler als Solist am Marimbaphon mit dem Rundfunk-Sinfonieorchester Berlin unter dem Dirigenten Heinz Rögner aufnahm, für das jedoch unmittelbar nach der Produktion aus politischen Gründen ein Sendeverbot erteilt und jegliche öffentlichen Aufführungen verboten wurden. Das Sendeverbot galt letztlich für alle Werke, an denen Preißler in der DDR mitgewirkt hatte.
Im Zuge seiner Entlassung aus der Staatsbürgerschaft verließ er sofort die DDR und siedelte mit seiner Familie nach West-Berlin über. Anschließend war Preißler weit über 20 Jahre Solopauker des Orchesters Philharmonia Hungarica und wirkte u. a. als Schlagzeuger bei den Berliner Philharmonikern und als Paukist auf historischen Originalinstrumenten (Barockpauken) beim Collegium Aureum mit. Darüber hinaus unterrichtete er die Fächer Pauken und klassisches Schlagzeug als Privatdozent und gab Meisterkurse. Sein letzter internationaler Meisterkurs fand auf offizielle staatliche Einladung hin im Jahr 2000 in China statt.
Wolfgang Preissler ist auch als Komponist für Hörspiel- und Filmmusik sowie als Autor von Notenbüchern und Lehrheften für Schlaginstrumente bekannt. Er komponierte über 100 Hörspielmusiken. 1972/73 experimentierte er im Rundfunk der DDR zusammen mit dem Regisseur Albrecht Surkau mit der im Westen neu erschienenen Kunstkopf-Stereophonie. Speziell hierfür kaufte der Rundfunk der DDR bei der Firma Neumann in der BRD einen Kunstkopf, Modell KU-80. 1973 schrieb er noch vor der Veröffentlichung der ersten Komposition für Kunstkopf als Gemeinschaftsprojekt von RIAS/BR/WDR im Westen, die erste Komposition für Kunstkopf-Stereophonie in der DDR. Die Produktion erfolgte in den Hörspielstudios des Rundfunks der DDR in Berlin im Juli 1973, die Erstsendung fand im Januar 1974 im Rundfunk der DDR statt. Er war der Vater des Musikers und Komponisten Thomas Preissler.

## Auszeichnungen
- 1972: Verleihung des Titels Kammermusiker[7]
- 1976: Verleihung des Titels Kammervirtuose

## Werke
Einige Arbeiten als Filmkomponist:
- Ein nützlicher Mensch, TV-Komödie, Regie: Wolfram Krempel, mit Herwart Grosse, Helga Göring, Dieter Wien, u. a., Prod.: Fernsehen der DDR, 1974, Erstsendung 15. Dezember 1974

Einige Arbeiten als Hörspielkomponist:
- Der schwarze Eremit. von Ngugi Wa Thiongo mit Martin Flörchinger, Gerd Grasse, Bärbel Bolle, u. a. Regie: Albrecht Surkau. Prod.: Rundfunk der DDR, 1973
- Postenjäger. von Iwan Wasow mit Jürgen Zartmann, Lotte Loebinger, u. a. Regie: Wolfgang Brunecker. Prod.: Rundfunk der DDR, 1973
- Blues. von Ernst Bruun Olsen mit Peter Reusse, Gerd Grasse, Barbara Dittus u. a. Regie: Albrecht Surkau. Prod.: Rundfunk der DDR, 1973, Ursendung 1974 (Erste große Kunstkopf-Produktion der DDR)
- Alter schützt vor Torheit nicht. von Ivan Isacovic mit Ursula Braun, Klaus Piontek, Joachim Tomaschewsky, u. a. Regie: Albrecht Surkau, Prod.: Rundfunk der DDR, 1974. (Kunstkopf Stereo)
- Der Präsident. von Maxime N'Debeka, mit Dietrich Körner, Joachim Siebenschuh, Walter Wickenhauser, Gerd Ehlers u. a. Regie: Helmut Hellstorff. Prod.: Rundfunk der DDR, 1974
- Randbewohner. von Joachim Walther mit Hans-Peter Minetti, Klaus Piontek, u. a. Regie: Werner Grunow. Prod.: Rundfunk der DDR, 1974.
- Krach in Dagenow. von Rolf Gumlich. mit Martin Flörchinger, Heidi Weigelt, Helmut Müller-Lankow u. a. Regie: Werner Grunow. Prod.: Rundfunk der DDR, 1974
- Der große Coup von übermorgen. von Dieter Müller mit Margit Bendokat, Ellen Tiedtke, u. a. Regie: Albrecht Surkau. Prod.: Rundfunk der DDR, 1974
- Nachtaufnahme Nr. 1. von Inge Meyer mit Elsa Grube-Deister und Günter Naumann, Regie: Barbara Plensat. Prod.: Rundfunk der DDR, 1974
- Eine Chance für ZYX von Günther Schiffel mit Jürgen Zartmann, Ingolf Gorges, u. a. Regie: Leonore Mütterlein. Prod.: Rundfunk der DDR, 1974. Kinderhörspiel / Rätselsendung
- Die Eheleute Fu. von To Hoai mit Gerd Grasse, Joachim Siebenschuh, Herwart Grosse u. a. Regie: Edith Märtin. Prod.: Rundfunk der DDR, 1975
- Das Treffen. von Vaclav Cibula mit Wolfgang Sörgel, Knut Degner, Walter Wickenhauser u. a. Regie: Albrecht Surkau. Prod.: Rundfunk der DDR, 1975 (Kunstkopf Stereo)
- Ballade vom kleinen Mädchen. von Erik Zames mit Fred Düren, Hasso Zorn, Werner Kamenik u. a. Regie: Albrecht Surkau. Prod.: Rundfunk der DDR, 1975 (Kunstkopf Stereo)
- Ein Fingerhut voll Leningrad. von Reinhard Kuhnert. Regie: Barbara Plensat. Prod.: Rundfunk der DDR, 1975
- Der Poet Petricä. von Ion Bäiesu mit Kurt Böwe, Werner Kamenik, Trude Bechmann u. a. Regie: Edith Schorn. Prod.: Rundfunk der DDR, 1975
- Die guten Tage, die schlechten Tage. von Isidora Aguirre mit Gabriele Gysi, Brigitte Lindenberg, Otmar Richter u. a. Regie: Peter Groeger. Prod.: Rundfunk der DDR, 1975
- Aufstand in Asturien. von Albert Camus mit Martin Seifert, Ekkehard Hahn, u. a. Regie: Peter Groeger. Prod.: Rundfunk der DDR, 1975
- Vor der Herberge. von Krishna Chandar mit Ursula Werner, Horst Weinheimer, u. a. Regie: Albrecht Surkau. Prod.: Rundfunk der DDR, 1975
- Gebrauchter Sarg. von Erzsebet Galgoczy mit Ruth Kommerell, Katarina Tomaschewsky, Margit Bendokat u. a., Regie: Albrecht Surkau, Prod.: Rundfunk der DDR, 1976 (Kunstkopf Stereo)
- Nesthocker. von Werner Gawande mit Dieter Wien, Barbara Adolph. Regie: Werner Grunow. Prod.: Rundfunk der DDR, 1976
- Im Frühfrost. von Rainer Maria Rilke. Bearbeitung: Ursula Münchow mit Klaus Piontek, Barbara Schnitzler u. a. Regie: Peter Groeger. Prod.: Rundfunk der DDR, 1976
- Nur der Form halber. von Silviu Georgescu mit Hans Knötzsch und Jürgen Holtz, Dramaturgie: Irini Weakis. Prod.: Rundfunk der DDR, 1976
- Die schlanke Stimme. von Leszek Porok mit Ingolf Gorges, Ernst Meincke, Regina Beyer u. a. Regie: Albrecht Surkau. Prod.: Rundfunk der DDR, 1976. (Kunstkopf Stereo)
- Die Englischstunde. von Natasa Tanska mit Monika Lennartz und Kerstin Latke, Regie: Albrecht Surkau, Prod.: Rundfunk der DDR, 1976.
- Die Wohltäterin. von David Campton mit Käthe Reichel, Wolfgang Brunecker, Margit Bendokat u. a. Regie: Albrecht Surkau. Prod.: Rundfunk der DDR, 1977.
- Nacht der Trommel. von Michael Kittermaster. Regie: Albrecht Surkau. Prod.: Rundfunk der DDR, 1977 (Kunstkopf Stereo)
- Banitschek läßt grüßen. von Eckhard Rösler mit Kurt Julius Goldstein, Ruth Kommerell, Jürgen Kluckert u. a. Regie: Manfred Täubert. Prod.: Rundfunk der DDR, 1977
- Reise auf dem roten Pferd. von Ervin Lázár mit Joachim Siebenschuh, Angelika Waller, u. a. Regie: Albrecht Surkau. Prod.: Rundfunk der DDR, 1977, Erstsendung am 19. März 1978.
- Gericht über den Mann, der nicht gekämpft hat. von Mamduh Adwan mit Jochen Thomas, Helmut Müller-Lankow, u. a. Regie: Peter Groeger. Prod.: Rundfunk der DDR, 1977
- Die leere Klasse. von Iván Mándy mit Walter Wickenhauser, Wolf Kaiser, Herbert Köfer, u. a. Regie Helmut Hellstorff. Prod.: Rundfunk der DDR, 1977, Erstsendung am 25. April 1978
- Im Treppenhaus. von Iván Mándy mit Madeleine Lierck, Horst Schäfer, u. a. Regie: Albrecht Surkau, Prod.: Rundfunk der DDR, 1977
- Strafraum. von Sheila Hodgson mit Martin Semmelrogge, Pierre Franckh u. a. Regie: Albrecht Surkau. Prod.: WDR, 1988
- Verschlüsselte Nachrichten. von Conrad Hansen mit Marie-Luise Marjan, Walter Schramm u. a. Regie: Albrecht Surkau. Prod.: WDR, 1991
- Stille. Nacht. Klirrende Fahnen. von Joachim Walther mit Winfried Glatzeder, Ingeborg Westphal, Horst Lampe, Ingolf Gorges u. a. Regie: Albrecht Surkau. Prod.: DLR, 1995

## Tonträger
- So nah ist dieses Land. Die USA-Kompanie von Son My (1971). Komposition: Paul Dessau. Vinyl-LP, Eterna 8 15 063.
- Schützt diese Welt (1971). Lieder und Chansons von Gisela May. Vinyl-LP, NOVA, 885 009.
- So ein Struwwelpeter. Musikalischer Bilderbogen für Sopransolo, Kinderchor und Solostimmen, Flöte, Fagott, Marimbaphon und andere Schlaginstrumente (1975). Text: Hansgeorg Stengel, Komposition: Tilo Medek.
- Schattenspiele. Lerina, 5 Stücke für Marimbaphon (1980). Komposition: Tilo Medek. Vinyl-LP, Verlag Schwann, VMS 1026.
- Missa Solemnis. Komposition: Wolfgang Amadeus Mozart, Collegium Aureum, auf Originalinstrumenten, mit dem Knabenchor Hannover. Produktion: NDR und Harmonia Mundi, Vinyl-LP (1981), Orbis, 32 700 7.
- Linzer-Sinfonie Nr. 36 C-Dur KV 425 / Haffner-Sinfonie Nr. 35 D-Dur KV 385. Komposition: Wolfgang Amadeus Mozart. Collegium Aureum, auf Originalinstrumenten, Vinyl-LP (1981), Ex Libris, EL 16877.
- Die Schöpfung. Komposition: Joseph Haydn. Collegium Aureum, auf Originalinstrumenten, Vinyl-LP (1983), Orbis, 29 779 6
- Doppelkonzert Es-dur für Cembalo und Hammerflügel. Sonatina D-dur für zwei Cembali. Komposition: Carl Philipp Emanuel Bach. Collegium Aureum, auf Originalinstrumenten, Vinyl-LP (1984), Harmonia Mundi und Orbis, 40 590 2.
- Festliche Opernsuiten in Versailles. Komposition: Jean-Philippe Rameau. Collegium Aureum, auf Originalinstrumenten, Vinyl-LP (1995) und CD (2012), Sony Music, B005DIVEFO.

## Hörbeispiele
- Konzert für Marimbaphon und Orchester. Rundfunk-Sinfonieorchester Berlin, Dirigent: Heinz Rögner; medek.net